# 2920 Automedonte

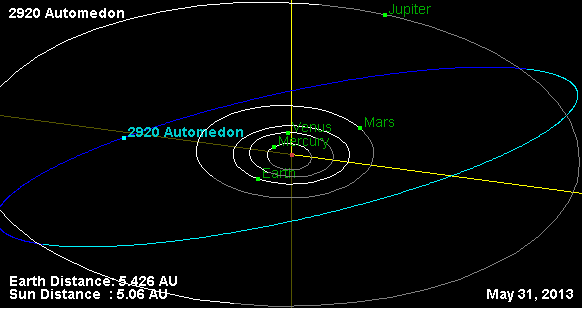
Órbita de 2920 Automedonte,

2920 Automedonte é um grande asteroide troiano de Júpiter que orbita no ponto de Lagrange L4 do sistema Sol - Júpiter, no "campo grego" de asteroides troianos. Ele possui uma magnitude absoluta de 8,8 e um diâmetro de 111,0 km.

## Descoberta e nomeação
2920 Automedonte foi descoberto no dia 3 de maio de 1981, pelo astrônomo Edward L. G. Bowell através do Observatório Lowell localizado na Estação Anderson Mesa. Esse objeto foi nomeado em honra do herói grego Automedonte, que lutou durante a Guerra de Troia.

## Características orbitais
A órbita de 2920 Automedonte tem uma excentricidade de 0,028 e possui um semieixo maior de 5,112 UA. O seu periélio leva o mesmo a uma distância de 4,971 UA em relação ao Sol e seu afélio a 5,253 UA.